# Gulkhan-Eudoxia de Georgia
Gulkhan-Eudokia de Georgia (en georgiano: გულქან-ევდოკია; fallecida el 2 de mayo de 1395) fue la primera emperatriz consorte de Manuel III de Trebisonda. Su nombre original era Gulkhan Khatun. Eudokia era su nombre bautismal cristiano.

## Familia
Gulkhan fue una hija de David IX de Georgia y su esposa Sindukhtar Jaqeli. También fue una hermana de Bagrat V de Georgia.
Su abuelo paterno fue Jorge V de Georgia. La identidad de su esposa no se conoce. La «Crónica Georgiana» del siglo XVIII informa que él se casó con una hija del «emperador griego, Miguel Comneno». Sin embargo, la dinastía reinante del Imperio bizantino en el siglo XIV fueron los Paleólogos, no los Comnenos. El matrimonio de una hija de Miguel IX Paleólogo y su esposa Rita de Armenia con un gobernante de Georgia no se registra en las fuentes bizantinas. Tampoco lo es la existencia de hijas ilegítimas de Miguel IX. Los Comnenos sin embargo gobernaban en el Imperio de Trebisonda. Un Miguel Comneno fue emperador desde 1344 hasta 1349. Su esposa era Acropolitissa. Su único hijo registrado en las fuentes primarias fue Juan III de Trebisonda. Si Juan III tenía hermanos se desconoce.
Su abuelo materno fue Qvarqvare II Jaqeli, Príncipe de Samtskhe.  El Jaqelis ocupó el cargo georgiano feudal de Eristavi. Un Eristavi podría ser «gobernador de una región» o el «comandante del ejército», más o menos equivalente a la strategos bizantino y normalmente traducido al inglés como «duque».

## Matrimonio
Gulkhan primero fue prometida o se casó con Andrónico de Trebisonda, un hijo ilegítimo de Alejo III de Trebisonda. El 14 de marzo de 1376, Andrónico fue asesinado. El Europäische Stammtafeln: Stammtafeln zur Geschichte der Europäischen Staaten (1978) de Detlev Schwennicke informa que lo mataron al ser lanzado de una torre.
El 6 de septiembre de 1377, Gulkhan se casó con Manuel III de Trebisonda. Él fue medio hermano paterno de Andrónico. Manuel era el hijo mayor de Alejo III y su esposa Teodora Cantacucena. Su único hijo conocido reinaría como Alejo IV de Trebisonda.

## Emperatriz
El 20 de marzo de 1390, Alejo III murió. Manuel III le sucedió con Gulkhan como su emperatriz consorte. Su período como emperatriz fue breve, terminando con su muerte el 2 de mayo de 1395. Manuel se casaría nuevamente con Ana Filantropena.